# Vallehermoso (La Gomera)
Pour les articles homonymes, voir Vallehermoso.

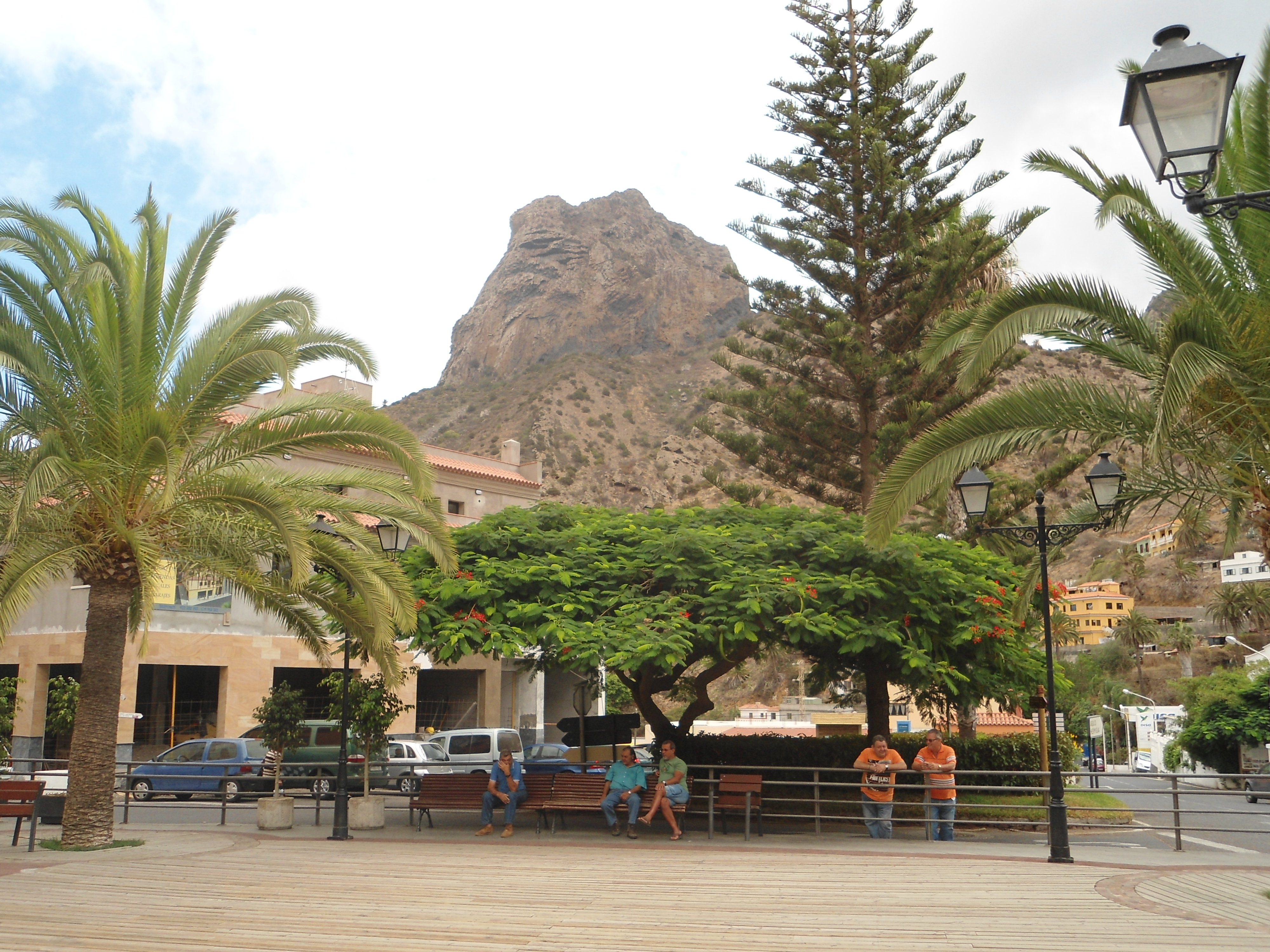
La place centrale de Vallehermoso et le Roque del Cano

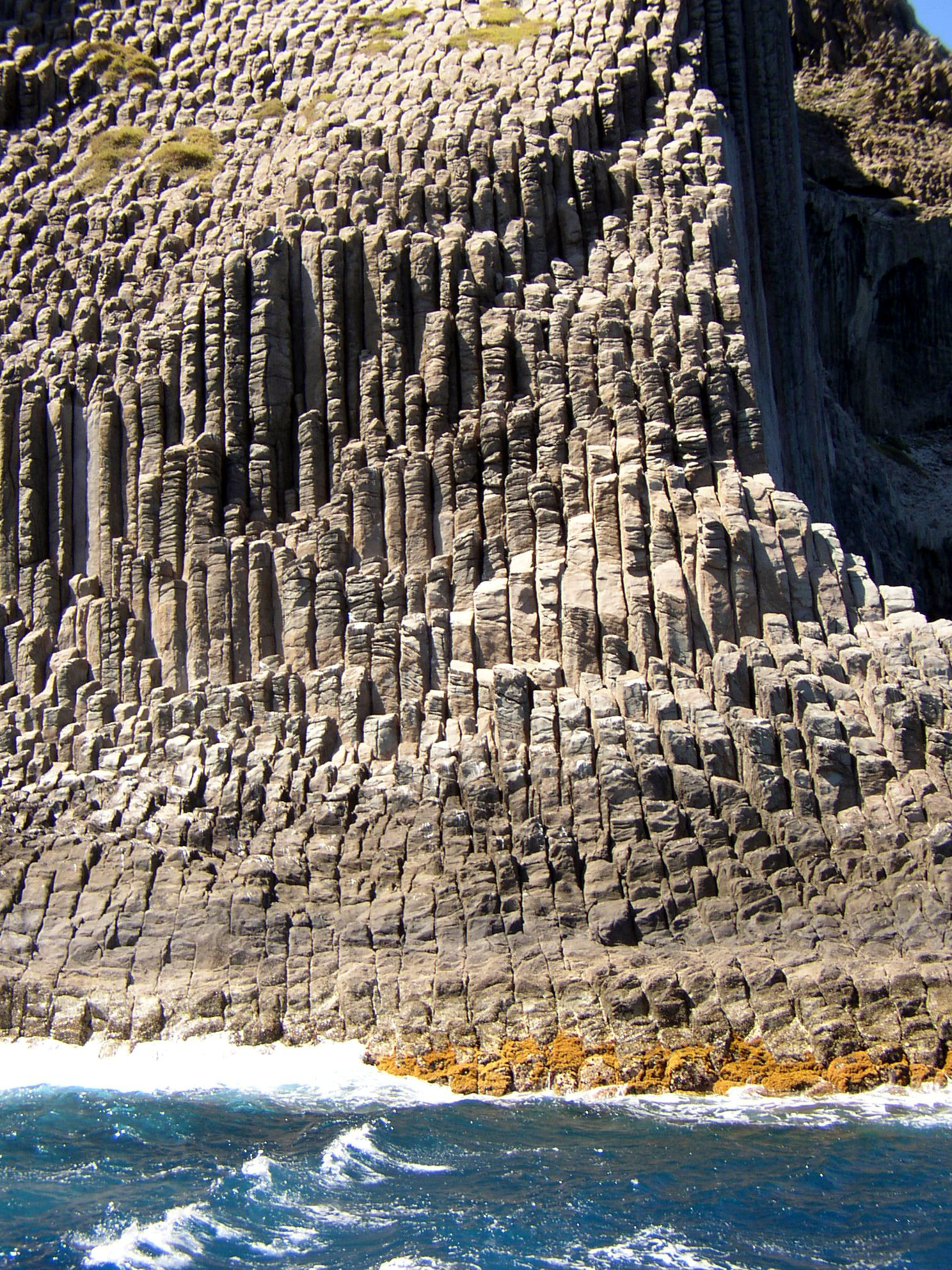
Formation basaltique Los Organos

Vallehermoso est une commune de la province de Santa Cruz de Tenerife dans la communauté autonome des Îles Canaries en Espagne. Elle est située au nord de l'île de La Gomera. Sur le territoire de la commune se trouve aussi un tiers du parc national de Garajonay et le point culminant de l'île l'Alto de Garajonay.

## Géographie
La commune est couverte de forêts touffues et humides avec des paysages très variés et un grand nombre de microclimats.

### Localisation
Vallehermoso est la commune la plus étendue de l'île.

Localisation de l'île de La Gomera dans les Îles Canaries.
Localisation de Vallehermoso dans l'île de La Gomera.

|                | Océan Atlantique | Agulo   |
| Valle Gran Rey | Vallehermoso     |         |
|                | Océan Atlantique | Alajeró |

### Villages de la commune
(Nombre d'habitants en 2007)
- Chipude
- El Cercado
- Arguamul
- Alojera
- Tamargada
- Tazo
- La Dama
- Macayo
- El ingenio
- Epina

## Démographie
| Année | Population | Densité        |
| ----- | ---------- | -------------- |
| 1960  | 8.406      | 76,89 hab./km² |
| 1991  | 2.876      | 26,31 hab./km² |
| 1996  | 2.716      | 24,85 hab./km² |
| 2001  | 2.798      | 25,66 hab./km² |
| 2002  | 2.912      | 26,64 hab./km² |
| 2003  | 3.109      | 28.44 hab./km² |
| 2004  | 3.200      | 29,33 hab./km² |
| 2005  | 3.141      | 28,73 hab./km² |
| 2006  | 3.094      | 28,30 hab./km² |
| 2007  | 3.142      | 28,74 hab./km² |
| 2009  | 3.162      | 28,92 hab./km² |

## Patrimoine
Dans les environs :
- Les formations basaltiques Los Organos.
- La palmeraie et la plage de sable noir d'Alojera.
- Les poteries sans tour d'El Cercado.